# Субтропічні ліси Північного Індокитаю
Субтропічні ліси Північного Індокитаю (ідентифікатор WWF: IM0137) — індомалайський екорегіон тропічних та субтропічних вологих широколистяних лісів, розташований на півночі Індокитаю. 

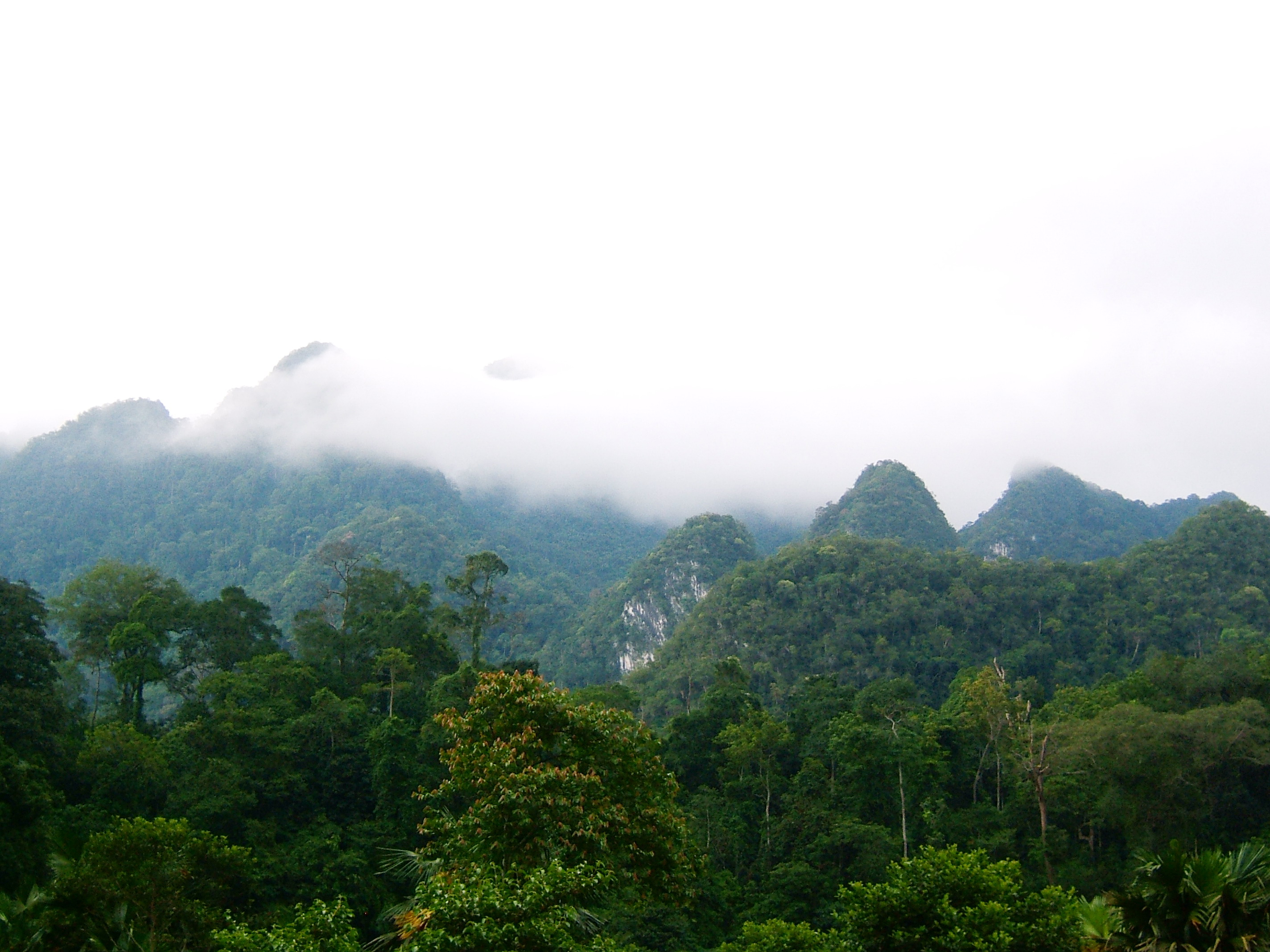
Ландшафт Національний парк Сюаншон (В'єтнам)

## Географія
Екорегіон субтропічних лісів Північного Індокитаю простягається від Шанського нагір'я, яке займає значну частину східної М'янми, через південний захід китайської провінції Юньнань до крайньої півночі Таїланду, півночі Лаосу та північного заходу В'єтнаму. Основу гір регіону складають інтрузивні магматичні породи та палеозойські вапняки. Середня висота гір регіону не перевищує 2000 м, а найвищою вершиною регіону є гора Фаншипан висотою 3147 м, розташована у В'єтнамі. Через територію регіону протікають річки Хонгха, Меконг та Салуїн, долини яких розташовані на висоті 200-400 м над рівнем моря.

## Клімат
В межах екорегіону переважає вологий субтропічний клімат (Cwa за класифікацією кліматів Кеппена) або високогірний субтропічний клімат (Cwb за класифікацією Кеппена). Середньорічна кількість опадів в регіоні коливається від 1200 до 2500 мм, залежно від рельєфу. Більшість опадів випадає влітку, з квітня по жовтень, разом з мусонами, що надходять з Бенгальської затоки та Південнокитайського моря. З листопада по березень в регіоні дмуть зимові мусони, що надходять з внутрішніх районів Азії та приносять суху погоду. Середні температури змінюються залежно від висоти, але січень в регіоні є найхолоднішим місяцем, а рання весна, перед початком сезону мусонів — найспекотнішою порою року. У високогір'ях регіону взимку трапляються заморозки.

## Флора
Основними рослинними угрупованнями екорегіону є субтропічні широколистяні ліси, які є перехідними між субтропічними та помірними лісами Південного-Західного Китаю та тропічними лісами Індокитаю. Прохолодні зимові температури та велика висота над рівнем моря сприяють розвитку гірської флори з виразним гімалайським компонентом. В зрілих лісах регіону виділяють три яруси, а лісовий намет в них розташований на висоті до 30 м над землею. Більшість дерев, що складають основу лісів екорегіону, належать до родин Букові (Fagaceae), Магнолієві (Magnoliaceae) та Чаєві (Theaceae). Зокрема, до цих родин належать дуби (Quercus spp.), кастанопсіси (Castanopsis spp.), шіми (Schima spp.), магнолії (Magnolia spp.), мікелії (Michelia spp.) та інші поширені в регіоні дерева. Також тут зустрічаються деякі представники родини  Діптерокарпові (Dipterocarpaceae), зокрема ваньтяньшуейські шореї (Shorea wangtianshuea), притуплені діптерокарпуси (Dipterocarpus retusus) та китайські хопеї (Hopea chinensis). Крім того, в екорегіоні зустрічаються представники родин Березові (Betulaceae), Чарівногоріхові (Hamamelidaceae), Лаврові (Lauraceae), Сапотові (Sapotaceae) та Елеокарпові (Elaeocarpaceae).
На висоті від 600-800 м над рівнем моря до 2000 м над рівнем моря в регіоні поширені широколистяні вічнозелені ліси. В цих лісах переважають гірські субтропічні види рослин, натомість тропічні види, що походять з низовин Індокитаю, в них відсутні. На більших висотах в лісах зустрічаються листопадні та хвойні породи дерев. На Шанському нагір'ї в бірманському штаті Шан ці дерева утворюють гірські листяні ліси.
На вапнякових субстратах, які характеризуються тим, що погано утримують вологу, ростуть мусонні ліси. Серед дерев, що зустрічаються в цих лісах, слід відзначити голоцвітий тетрамелес (Tetrameles nudiflora), звичайний анчар (Antiaris toxicaria), смердючий каркас (Celtis timorensis), філіппінський каркас (Celtis philippensis), суматранський клейстантус (Cleistanthus sumatranus), пишноцвіту гаругу (Garuga floribunda), менглайський птероспермум (Pterospermum menglunense), в'єтнамський в'яз (Ulmus lanceifolia) та твердочашолистковий ксантоліс (Xantolis stenosepala).
На горі Фаншипан, найвищій вершині В'єтнаму та всього регіону, на висоті понад 2000 м над рівнем моря поширені хвойні ялицево-тсуґові ліси, які більше ніде у Південно-Східній Азії не зустрічаються. Основу цих лісів складають гімалайські тсуґи (Tsuga dumosa) та фаншипанські ялиці (Abies delavayi subsp. fansipanensis). Крім того, в хвойних лісах Фаншипану зустрічаються широколистяні дерева, що належать до родин Кленові (Aceraceae), Гіркокаштанові (Hippocastanoideae), Букові (Fagaceae), Магнолієві (Magnoliaceae) та Лаврові (Lauraceae), та хвойні дерева, що належать до родин Кипарисові (Cupressaceae), Подокарпові (Podocarpaceae) та Тисові (Taxaceae).

## Фауна
Екорегіон вирізняється високим фауністичним різноманіттям. Тут зустрічається понад 180 видів ссавців, зокрема індійські слони (Elephas maximus indicus), гаури (Bos gaurus), бантенги (Bos javanicus), китайські горали (Naemorhedus griseus), суматранські серау (Capricornis sumatraensis), індійські замбари (Rusa unicolor), індійські мунтжаки (Muntiacus muntjak), дикі свині (Sus scrofa), бенгальські лорі (Nycticebus bengalensis), карликові лорі (Xanthonycticebus pygmaeus), макаки-резуси (Macaca mulatta), ассамські макаки (Macaca assamensis), ведмежі макаки (Macaca arctoides), північні свинохвості макаки (Macaca leonina), сірі індокитайські лангури (Trachypithecus crepusculus), лангури Фейра (Trachypithecus phayrei), майже ендемічні тонкінські рінопітеки (Rhinopithecus avunculus) та північні білощокі гібони (Nomascus leucogenys), а також пістряві політухи (Hylopetes alboniger), прекрасні вивірки (Callosciurus inornatus), індокитайські білозубки (Crocidura indochinensis) та рідкісні червоні панди (Ailurus fulgens). Серед поширених в регіоні хижих ссавців слід відзначити гімалайського ведмедя (Ursus thibetanus), гірського куона (Cuon alpinus), індокитайського тигра (Panthera tigris corbetti), індокитайського леопарда (Panthera pardus delacouri), димчасту пантеру (Neofelis nebulosa), золотисту котопуму (Catopuma temminckii), бенгальського кота (Prionailurus bengalensis), гладкошерсту видру (Lutrogale perspicillata), бінтуронга (Arctictis binturong), аннамську пальмову цивету (Chrotogale owstoni) та білосмугу мустелу (Mustela strigidorsa). Ендеміками екорегіону є мунтжаки Рузвельта (Muntiacus rooseveltorum) та червоногорлі вивірки (Dremomys gularis).
Орнітофауна екорегіону вирізняється найвищим різноманіттям в Індокитаї. Тут зустрічається понад 700 видів птахів, серед яких слід відзначити звичайного фазана (Phasianus colchicus), сріблястого лофура (Lophura nycthemera), синьокрилого павича (Pavo muticus), сірого віялохвоста (Polyplectron bicalcaratum), зеленоногу куріпку (Tropicoperdix chloropus), непальського калао (Aceros nipalensis), дворогого гомрая (Buceros bicornis), гірського пінона (Ducula badia), сіроголового папугу (Psittacula finschii), рожевоволого папугу (Psittacula alexandri), індійського кориліса (Loriculus vernalis), сірощокого личинкоїда (Pericrocotus solaris), пломенистого личинкоїда (Pericrocotus speciosus), індокитайського квіткоїда (Dicaeum minullum), червону сіпараю (Aethopyga siparaja), червону вивільгу (Oriolus traillii), гіацинтового монаршика (Hypothymis azurea), бірманського сорокопуда (Lanius collurioides), золоточубу синицю (Melanochlora sultanea), королівську синицю (Machlolophus spilonotus), великого бюльбюля-бороданя (Alophoixus pallidus), індокитайського бюльбюля (Pycnonotus aurigaster), золотисту сутору (Suthora verreauxi), південного окулярника (Zosterops palpebrosus), червоноголову тимелію (Timalia pileata) та юнанську альципу (Alcippe fratercula). Ендеміками екорегіону є світлогорлі баблери-рихталики (Spelaeornis kinneari) та фансипанські баблери (Napothera pasquieri).

## Збереження
Оцінка 2017 року показала, що 30 724 км², або 7 % екорегіону, є заповідними територіями. Ще близько 34 % екорегіону вкриті лісами, однак перебувають поза межами заповідників. Природоохоронні території включають: Природний заповідник озера Інле та Природний заповідник Лоімве в М'янмі, Природний заповідник Дой-Пхачанг, Національний парк Маефанг та Національний парк Пхусанг в Таїланді, Національний парк Баві, Національний парк Хоангльєн, Національний парк Сюаншон, Національний парк Бенен та Національний парк Кукфионг у В'єтнамі, Національний парк Нам Ет-Фу Луі в Лаосі, а також Національний природний заповідник Наньгунхе та Національний природний заповідник Сішуанбаньна в Китаї.